# Moniage Rainoart
Le Moniage Rainoart est une chanson de geste du Cycle de Guillaume d'Orange. Composée vers 1190-1200, elle forme, avec la Bataille Loquifier, la Geste Rainouart. 